# Леккарди, Валерио
Валерио Леккарди (нем. Valerio Leccardi; род. 28 мая 1984, Давос, Граубюнден) — швейцарский лыжник, участник Олимпийских игр в Ванкувере. Специалист спринтерских гонок. 

## Карьера
В Кубке мира Леккарди дебютировал в 2006 году, в феврале 2008 года впервые попал в тридцатку лучших на этапе Кубка мира, в спринте. Всего на сегодняшний день имеет на своём счету 14 попаданий в тридцатку лучших на этапах Кубка мира, 4 в командном спринте и 10 в личном. Лучшим достижением Леккарди в общем итоговом зачёте Кубка мира является 101-е место в сезоне 2009-10.
На Олимпиаде-2010 в Ванкувере занял 38-е место в спринте.
За свою карьеру принимал участие в одном чемпионате мира, на чемпионате мира 2009 года в Либереце, был 31-м в спринте и 16-м в командном спринте.
Использует лыжи и ботинки производства фирмы Rossignol.